# Potkraj (Široki Brijeg, BiH)
Potkraj je naseljeno mjesto u gradu Širokom Brijegu, Federacija Bosne i Hercegovine, BiH. Nalazi na magistralnoj cesti koja povezuje Široki Brijeg - Posušje.

## Povijest
Kao samostalno naseljeno mjesto postoji od popisa 1991. godine.

## Stanovništvo
| Potkraj            |              |
| godina popisa      | 1991.        |
| Hrvati             | 423 (99,76%) |
| Srbi               | 0            |
| Muslimani          | 0            |
| Jugoslaveni        | 0            |
| ostali i nepoznato | 1 (0,24%)    |
| ukupno             | 424          |

| Potkraj            |              |
| godina popisa      | 2013.        |
| Hrvati             | 423 (99,76%) |
| Srbi               | 0            |
| Bošnjaci           | 0            |
| ostali i nepoznato | 1 (0,24%)    |
| ukupno             | 424          |

## Poznate osobe
- Stipe Mikulić (1941. – 1975.), politički aktivist, vođa hrvatskih emigranata u Švedskoj, ubijen od jugoslavenske tajne policije UDBE .